# Raïon de Kniaguinino
Le raïon (ou arrondissement) de Kniaguinino (Княги́нинский райо́н) est une entité territoriale administrative de Russie (raïon ou arrondissement) située dans l'oblast de Nijni Novgorod. Dans le cadre de l'organisation de l'autonomie locale, il correspond au district municipal de Kniaguinino (de 2004 à 2022: arrondissement municipal).
Le chef-lieu d'arrondissement est la petite ville de Kniaguinino.

## Géographie
Cet arrondissement (raïon) se trouve dans le sud-est de la partie centrale de l'oblast de Nijni Novgorod. Il confine au nord au raïon de Lyskovo, à l'est au raïon de Spasskoïe, au sud-est à celui de Sergatch, au sud et à l'ouest à celui de Boutourlino. Il est situé à 101 km de la capitale régionale, Nijni Novgorod à laquelle il est relié par une autoroute d'importance  régionale. La gare ferroviaire la plus proche est celle de Sergatch à 50 km. Lyskovo est à 35 km. 
Le raïon s'étend sur 769,92 km².
Climat
Le climat est caractérisé comme continental tempéré, avec des étés courts et chauds et des hivers froids et neigeux. La température annuelle moyenne est de 3,6 °C. La température moyenne de l'air du mois le plus chaud (juillet) est de 18,7 °C (le maximum absolu est de 37 °C) ; le plus froid (janvier) -12°C (minimum absolu -45°C). Les précipitations annuelles moyennes sont d'environ 582 mm, dont 65 % tombent pendant la période chaude.

## Population
| 1959*  | 1970*  | 1979*  | 1989*  | 2002*  | 2010*  |
| ------ | ------ | ------ | ------ | ------ | ------ |
| 20 089 | 14 274 | 12 844 | 12 827 | 12 758 | 11 922 |

| 2012   | 2013   | 2018   | 2021   | - | - |
| ------ | ------ | ------ | ------ | - | - |
| 12 173 | 12 052 | 11 554 | 10 972 | - | - |

La majorité des habitants de l'arrondissement sont de religion orthodoxe. Trois églises de l'Église orthodoxe russe sont ouvertes au culte de façon régulière: l'église de  l'Assomption de Kniaguinino, l'église de la Nativité-de-la-Vierge du village de Roubskoïé, construite en 1823, et l'église du Sauveur d'Egorovskoïé, entièrement restaurée en 2021. Deux églises sont en travaux de restauration et sont parfois ouvertes pour des réunions de prière:  l'église Saint-Jean-Baptiste du cimetière du village d'Ostrovskoïé, (l'église du village étant en ruines) et l'église Saint-Nicolas de Bielka. Elles dépendent du doyenné de Kniaguinino de l'éparchie de Lyskovo.
L'on trouve dans l'arrondissement le grand village tatar d'Ougra, habité de Tatars sunnites (600 en hiver et plus de 1500 en été) et doté d'une mosquée construite en 1991. Le groupe ethnique de nationalité tatare représente la minorité la plus importante du raïon.

## Subdivisions
- Ville de Kniaguinino (siège Kniaguinino), comprenant 2 localités pour une population de 6709 habitants[9]
- Conseil rural d'Ananié (siège Ananié), comprenant 19 localités pour une population de 1174 habitants
- Conseil rural de Bielka (siège Bielka), comprenant 11 localités pour une population de 638 habitants
- Conseil rural de Soloviovo (siège Soloviovo), comprenant 15 localités pour une population de 1484 habitants
- Conseil rural de Vozrojdénié (siège de Vozrojdénié), comprenant 15 localités pour une population de 967 habitants